# Cynthia Ligeard
Cynthia Ligeard, z domu Parage (ur. 15 czerwca 1962 w Numei) – polityk Nowej Kaledonii. Prezydent rządu od 5 czerwca 2014 do 1 kwietnia 2015. Członek Zgromadzenia-UMP (fr. Le Rassemblement-UMP).